# José Daniel Rodrigues da Costa
José Daniel Rodrigues da Costa (Colmeias, 31 de Outubro de 1757 — Anjos, 7 de Outubro de 1832) foi um poeta português.
José Daniel Rodrigues da Costa instalou-se com a família em Lisboa aos dois anos de idade. 
Sob o pseudónimo de Josino Leiriense, que usava nas tertúlias da Arcádia Lusitana, teve uma vida de notoriedade social e intelectual, testemunhadas em várias obras literárias que publicou, quase sempre sob a forma de folhetos. Uma das mais célebres será O Balão aos Habitantes da Lua (1819). 
Gozando da protecção do Intendente-Geral Pina Manique, empenhado em manter a ordem social e reprimindo os ideais iluministas da Revolução Francesa, José Daniel foi promovido a major da Legião Nacional do Paço da Rainha.
Foi autor de Proteção à francesa  (1808) e de Embarque dos apaixonados dos francezes para o hospital do mundo, ou segunda parte da Protecção á francesa  (também 1808) e ainda de Portugal convalescido pelo prazer que prezentemente disfruta na dezejada, e feliz vinda do seu amabilissimo monarcha o Sr. D. João VI e da sua augusta familia  (1821).
Foi popular a sua rivalidade com Bocage, em várias publicações.
Na série televisiva Bocage, realizada por Fernando Vendrell (2006) é o actor Francisco Nascimento que interpreta a personagem de José Daniel Rodrigues da Costa.
Jaz sepultado defronte do altar mor na Igreja de Nossa Senhora dos Anjos, em Lisboa.

## Obras
(Ortografia conforme a publicação original)
- 1777
  - Novo Entremez dos destemperos de hum Bazofia, jocosos, e exemplares
  - Ecloga pastoril: primeira parte : fallam Jozino, e Dárcia
  - Silva : culto obsequioso na gostosa aclamação da Rainha Nossa Senhora
  - Novidades da corte vistas por Jozino e relatadas aos pastores da sua aldeia
- 1780
  - Ecloga : segunda parte
- 1781
  - Saudade dos pastores : Ecloga em que fallam Risseu, e Jozino na sensivel morte da augustissima, e Soberana Senhora D. Marianna Victoria... no infausto dia 15. de janeiro de 1781
  - Espada da justiça sobre os reos do horroroso delicto praticado no Navio pelos que morreraõ enforcados aos 14 de Agosto de 1781(eBook)
  - Ecloga : tristezas de Jozino, e virtude de Matilde
- 1782
  - O dependente feliz nas desordens da vida : Sylva
  - Qualidades de amigos, e mulheres para o acerto dos homens
- 1784
  - Esparrella da moda : parte primeira : pequena peça crítica e moral
  - Pequena pessa intitulada A casa de pasto, a qual se representou no theatro do Salitre, onde mereceo acceitaçam
  - Nova, e pequena peça crítica, e moral: Os carrinhos da Feira da Luz
- 1785
  - Carta, que escreve o pastor Jozino a Jonia : parte terceira das Eclogas de Jozino
- 1786
  - Ópios que dão os homens e as senhoras na cidade de Lisboa huns aos outros : tirados da esperiencia [sic] do author
  - Correcção de maos costumes pelos sete vicios : sextinas liricas
  - Verdade do mundo na vida da corte e do campo
- 1787
  - Pequena peça a Arte de tourear, ou o filho cavalleiro
- 1788
  - Modas do tempo, descubertas na quarta parte dos Ópios
  - Petas da vida ou a terceira parte dos ópios
  - Misturadas de Lisboa temperadas à moda, pratinho em que todos tem o seu quinhão, ou a segunda parte dos ópios
  - Gemidos de tristeza na lamentável perda de Sua Alteza Real o Senhor Dom José, príncipe do Brasil
  - Pequena peça intitulada a Casa desordenada, ou o barbeiro de bandurra
  - Gemidos da tristeza na lamentavel perda de S.A.R. o Senhor D. José Principe do Brazil, : falecido em 11 de setembro de 1788.[5]
- 1794
  - Epicedio na sensivel morte ao Illustrissimo Senhor Antonio Joaquim de Pina Manique, cavalleiro professo na Ordem de Cristo
- 1797
  - Espelho de jogadores
- 1798
  - Almocreve de petas ou moral disfarçado para correção dos miudezas da vida
- 1801
  - Comboy de mentiras vindo do reino petista com a fragata verdade encuberta por capitania
- 1802
  - O espreitador do mundo novo[6]
- 1803
  - Barco da carreira dos tolos : obra critica, moral e divertida
- 1805
  - Hospital do mundo : obra critica, moral e divertida em que he medico o desengano e enfermeiro o tempo[7]
- 1807
  - Camara optica onde as vistas às avessas mostrão o mundo às direitas
- 1808
  - Embarque dos apaixonados dos francezes para o hospital do mundo, ou segunda parte da Protecção á francesa
- 1810
  - Cantigas patrióticas
- 1813
  - Testamento que fez o D. Quixote da França antes de partir para a sonhada conquista da Russia
- 1814
  - Tribunal da razão : onde he arguido o dinheiro pelos queixosos da sua falta : obra critica, alegre e moral
- 1815
  - Revista dos genios de ambos os sexos, passada em virtude da denuncia, que deles se deo
- 1817
  - Os enjeitados da fortuna expostos na roda do tempo : obra moral e muito divertida
- 1819
  - Portugal enfermo por vicios, e abusos de ambos os sexos... (eBook)
  - O balão aos habitantes da lua : poema, heroi-comico em hum só canto
- 1820
  - A verdade : exposta a sua magestade fidelissima o senhor D. João VI. epistola[8]
  - Continuação do Portugal enfermo por vicios, e abusos de ambos os sexos... (eBook)
  - O prazer dos Lusitanos na regeneração da sua patria
  - Papeis contra papeis, ou queixas de Apollo para açoute de máos poetas
- 1821
  - Tizoura da Critica ou Carta, que ao seu Amigo da Cidade do Porto o Senhor Joze Luiz Guerner escreve Joze Daniel Rodrigues da Costa
- 1822
  - O desengano do mundo ou morte de Buonaparte, encontrando este na eternidade hum rancho de Corcundas, a que se ajuntão três sonetos às extintas legiões
  - Pimenta para as más linguas : em huma epistola ao illustrissimo Senhor José Luiz Guerner
- 1823
  - Queixas à fortuna
  - Entrada que deu no Inferno a ilustrissima e excelentíssima Senhora Dona Constituição, que foi levada pelo Diabo, com todo o estrondo em 2 de Junho de 1823, em que expirou
  - O homem dos pezadélos, ou tresvalios do somno que podem ser postos em ordem pelos acordados
  - O temporal desfeito ou os impostores naufragados : esta obra é dedicada ao Serenissimo Senhor D. Miguel, Infante de Portugal
  - Resposta á Defeza (por Alcunha) das Memorias para as Cortes que como Pilatos no Credo se introduzio contra a Memoria de José Daniel Rodrigues da Costa, e mais Ralhadores
  - Segunda Assembleia da Conversação das Senhoras na Salla das Visitas antes do Chá, publicada por José Daniel Rodrigues da Costa
- 1824
  - Novo divertimento, para meio quarto de hora
- 1825
  - Este maldito Janeiro. Obra que pode servir de divertimento, aos que tem sentido os rigorosos efeitos da presente estação
  - Assim se passa o seraõ. Obra critica, e interessante à curiosidade de muita gente, com tres adevinhações, e huma idéa divertida de cada Homem, ou Senhora mostrar em dois versos, por sorte, a condição do seu genio, ou os seus sentimentos
  - A murmuração entre hum Doutor velho = hum Capitão = hum Frade = hum Poeta = e hum Taful = sentados no Passeio Publico. Presenciada por José Daniel Rodrigues da Costa. Leyriense.
- 1826
  - O avô dos periodicos
  - Segunda parte do Avô dos Periódicos dirigida ao Espelho dos Jornalistas
  - Jantar imaginado com sobremeza, café, e palitos, dado em meza redonda, na casa de pasto do Desejo, sendo cozinheiro o Pensamento, e Freguezes Gente de diversos paladares
- 1827
  - A penna aparada, com que se escrevem costumes e vicios
  - Ronda do patriotismo
  - A falta de reflexão, ou meio divertido de evitar prejuízos
  - Segundo aparo da penna : n'esta obra se continuarão a descrever cousa novas de costumes, e vicios com jovialidade
- 1828
  - Na acclamação do magnanimo e augustissimo senhor Dom Miguel I. Rei de Portugal[9]
  - Terceiro aparo da penna, ou continuação da critica sobre costumes e vicios
- 1829
  - Colecção de todas as obras modernas, que o author tem feito á sua real magestade o augusto senhor D. Miguel I., antes de hir para Alemanha : assim como depois do seu desejado regresso, em que lhe lembrava a sua pertenção : e outras obras, agradecendo o ser despachado, e tão bem á molestia do mesmo real senhor, e ao seu restabelecimento[10]
- 1830
  - O novo Janeiro de 1831